# Pablo Veron
Pablo Veron, argentinski plesalec.
Veron je eden izmed najpomembnejših plesalcev argentinskega tanga. Priznan je tako v Argentini kot po vsem svetu.
Profesionalno plesalsko pot je začel leta 1986, ko je še zelo mlad nastopal v argentinskih glasbenih igrah Evita, Cabaret and Sweet Charity, ter je s svojo plesno skupino Tap 42 sodeloval na različnih plesnih festivalih. Leta 1988 je nastopil v filmu Jorgeja Soscie Cipayos. Leta 1991 se je preselil v Pariz in začel poučevati tango. Kot plesalec in učitelj je sodeloval na številnih internacionalnih festivalih tanga. Leta 1993 je na povabilo Alfreda Ariasa naredil koreografijo za igro Mortadella, v kateri je tudi sam nastopal in je bila nagrajena z Molierjevo nagrado za najboljšo igro (1993). V Ariasovi igri Fous des Folies je poleg koreografije in plesanja tanga, plesal tudi tap. Med drugim je nastopal tudi za argentinskega predsednika in Belo hišo v Washingtonu (1999). Prepoznaven je postal v filmih svoje nekdanje učenke Sally Potter The Tango Lesson (1997) in The Man Who Cried (2000) ter v filmu Roberta Duvalla Assassination Tango (2002). Kot koreograf in plesalec je nastopal z različnimi filharmoničnimi orkestri. Leta 2004 je naredil koreografijo zelo uspešne predstave Tanghost, premierno uprizorjene v nacionalnem teatru v Oslu, v kateri je tudi sam igral in je doživela že tri svetovne turneje.